# دريجة حادة الذيل
دريجة حادة الذيل (الاسم العلمي: Calidris acuminata) (بالإنجليزية: Sharp-tailed Sandpiper)‏ هو نوع من الطيور يتبع جنس الدريجة من فصيلة دجاج الارض.